# Associazione Dipendenti Laici Vaticani
Associazione Dipendenti Laici Vaticani (ADLV) är den enda fackföreningen i Vatikanstaten. Majoriteten av statens omkring 3 000 anställda är medlemmar.
ADLV bildades 1985 och erkändes av de vatikanska myndigheterna 1993. Den första strejken i Vatikanstaten organiserades av ADLV 1988.
ADLV är medlem i Internationella fackliga samorganisationen.